# Javorje (gmina Gorenja vas-Poljane)
Javorje – wieś w Słowenii, w gminie Gorenja vas-Poljane. W 2018 roku liczyła 199 mieszkańców.